# Kabasólyom
A kabasólyom (Falco subbuteo) a madarak osztályának sólyomalakúak (Falconiformes) rendjéhez, azon belül  a sólyomfélék (Falconidae) családjához tartozó faj.

## Előfordulása
Európában és  Ázsiában fészkel. Mezőkkel tarkított erdőkben, facsoportokban és ártéri erdőkben él, lakott területeken is költhet. Telelni délebbre vonul, eljut Afrikába.

## Alfajai
- Falco subbuteo subbuteo – Eurázsia nagy része
- Falco subbuteo jugurtha
- Falco subbuteo streichi – Kína

## Megjelenése
Testhossza 30-36 centiméter, szárnyfesztávolsága 82-92 centiméter, a testtömege 130-340 gramm. A hím egyharmaddal kisebb, mint a tojó.

## Életmódja
Röpte gyors és erőteljes, repülő énekesmadarakra, rovarokra (különösen  szitakötőkre) és olykor denevérekre is vadászik. Nyáron gyakran zsákmányolja a füsti fecske és a molnárfecske fiatal, a fészekből frissen kirepült példányait. Nagy vadászterülete van.

## Szaporodása
A párzási időszak május-júniusra tehető. Többnyire a fák tetején lévő varjúfészkeket foglalja el, és amíg a fészek használható, nem keres másikat. Fészekalja  2-4 tojásból áll, melyeken 28-31 napig kotlik. A fiatal madarak 28 nap múlva repülnek ki.

## Kárpát-medencei előfordulása
Magyarországon rendszeres fészkelő, áprilistól szeptemberig tartózkodik itt.

## Képek
|  |  |